# 聖米格爾德帕利亞克斯

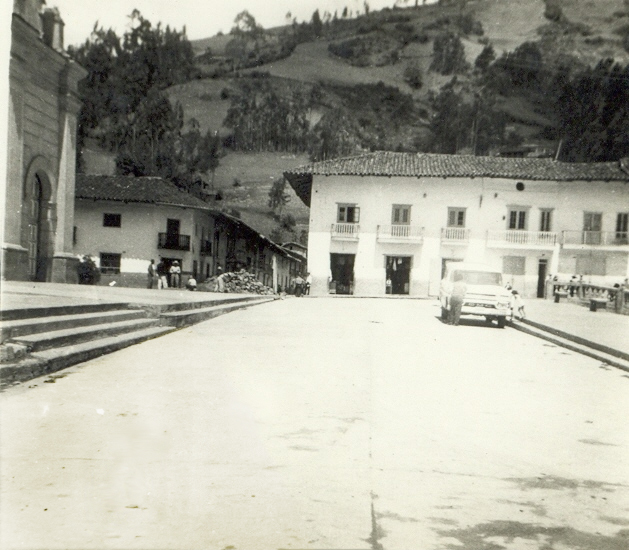

聖米格爾德帕利亞克斯（西班牙語：San Miguel de Pallaques），是秘魯的城鎮，位於該國北部卡哈馬卡大區，是聖米格爾省的首府，距離卡哈馬卡116公里，海拔高度2,665米，2005年人口3,088，居民主要使用奇楚瓦語和西班牙語。